# Al'menevskij rajon
L'Al'menevskij rajon (in russo Альменевский район?) è un rajon dell'Oblast' di Kurgan, nel Bassopiano della Siberia occidentale.